# ملفن شفارتز
ملفن شفارتز  (بالإنجليزية: Melvin Schwartz)‏ عالم فيزيائي أمريكي حاز على جائزة نوبل للفيزياء عام 1988. شاركه في الجائزة العالمان ليون ليدرمان وجاك شتاينبرجر عن ابتكار طريقة فيض النيورينو وتفسيرهم للبناء المزدوج لليبتونات بواسطة اكتشافهم نيوترينو الميون. ولد ملفن شفارتز في 2 نوفمبر 1932، وتوفي في 28 أغسطس 2006.

## روابط خارجية
- ملفن شفارتز على موقع الموسوعة البريطانية (الإنجليزية)
- ملفن شفارتز على موقع مونزينجر (الألمانية)
- ملفن شفارتز على موقع إن إن دي بي (الإنجليزية)